# Europamästerskapen i badminton 1992
Europamästerskapen i badminton 1992 anordnades den 12-18 april i Glasgow, Skottland. 

## Medaljsummering
| Pl. | Nation                     | Guld | Silver | Brons | Totalt |
| --- | -------------------------- | ---- | ------ | ----- | ------ |
| 1   | Danmark                    | 4    | 6      | 1     | 11     |
| 2   | Sverige                    | 2    | 0      | 4     | 6      |
| 3   | England                    | 0    | 0      | 3     | 3      |
| 4   | Tyskland                   | 0    | 0      | 1     | 1      |
| 4   | Nederländerna              | 0    | 0      | 1     | 1      |
| 4   | Oberoende staters samvälde | 0    | 0      | 1     | 1      |

## Resultat
| Event       | Guld                              | Silver                                  | Brons                              |
| Herrsingel  | Poul-Erik Høyer Larsen            | Thomas Stuer Lauridsen                  | Peter Espersen                     |
| Herrsingel  | Poul-Erik Høyer Larsen            | Thomas Stuer Lauridsen                  | Anders Nielsen                     |
| Damsingel   | Pernille Nedergaard               | Camilla Martin                          | Lim Xiaoqing                       |
| Damsingel   | Pernille Nedergaard               | Camilla Martin                          | Elena Ribkina                      |
| Herrdubbel  | Jon Holst Christensen Thomas Lund | Jan Paulsen Henrik Svarrer              | Pär-Gunnar Jonsson Peter Axelsson  |
| Herrdubbel  | Jon Holst Christensen Thomas Lund | Jan Paulsen Henrik Svarrer              | Stephan Kuhl Stefan Frey           |
| Damdubbel   | Lim Xiaoqing Christine Magnusson  | Marlene Thomsen Lisbeth Stuer-Lauridsen | Sara Sankey Gillian Gowers         |
| Damdubbel   | Lim Xiaoqing Christine Magnusson  | Marlene Thomsen Lisbeth Stuer-Lauridsen | Maria Bengtsson Catrine Bengtsson  |
| Mixeddubbel | Thomas Lund Pernille Dupont       | Jon Holst Christensen Grete Mogensen    | Ron Michels Sonja Mellink          |
| Mixeddubbel | Thomas Lund Pernille Dupont       | Jon Holst Christensen Grete Mogensen    | Pär-Gunnar Jönsson Maria Bengtsson |
| Lag         | Sverige                           | Danmark                                 | England                            |